# Hochholz
Hochholz is een gehucht in de Duitse gemeente Griesstätt, deelstaat Beieren.

## Geschiedenis
De eerste sporen van bewoning stammen uit de middelsteentijd. In 1972 vond Fritz Heinzmann uit Hochholz een vuistbijl uit deze periode. Het huidige gehucht stamt uit 1459 toen de eerste bewoners zich daar vestigden. De oorsprong van de naam is afgeleid van Hoch (=hoog) en Holz (=hout). Dit omdat het gehucht oorspronkelijk door hooggelegen bos was omgeven. Heden ten dage is het bos rondom het gehucht vervangen door landbouwgronden en is het bos enkel nog aan de noordkant te vinden. In de middeleeuwen werd de naam als Hochwurza gespeld.

## Locatie
Het gehucht telde in 2007 negen inwoners. Het wordt gekenmerkt door een bebouwing van twee boerderijen gelegen aan de toegangsweg. De eigenaren hebben gemengde bedrijven met bijgebouwen met akkerbouwpercelen en weilanden waar in de zomer koeien geweid worden. Het gehucht ligt aan de rand van een bosgebied en is bereikbaar via een verharde weg. De weg loopt naar het gehucht toe en eindigt bij de boerderij van de familie Heinzmann.